# Orgovány
Orgovány è un comune dell'Ungheria di 3 511 abitanti (dati 2005). È situato nella contea di Bács-Kiskun.